# Sturmgeschütz IV
El Sturmgeschütz IV (Sd.Kfz. 167) o StuG IV, fue en sus inicios un cañón de asalto utilizado durante la Segunda Guerra Mundial por el ejército alemán, para luego pasar a ser más conocido como un eficaz cazacarros.

## Desarrollo
Debido a la demanda de cañones de asalto, el StuG IV se formó a partir de una combinación de la estructura del carro de asalto StuG III levemente modificado y un chasis de Panzer IV. Comenzó a producirse desde diciembre de 1943 por la firma Krupp y fueron construidas alrededor de 1100 unidades. Utilizaban el chasis del Panzer IV porque Krupp no construyó el StuG III.
El StuG IV llegó a ser conocido como un cazacarros muy eficaz, especialmente en el Frente Oriental. Disponía de un espacio máximo para cuatro tripulantes, y se suministró principalmente a las divisiones de infantería.